# Henoc Conombo
Hénoch Théodorat Bienvenu Conombo (Uagadugú, Burkina Faso, 13 de junio de 1986), futbolista burkinés. Juega de delantero y su actual equipo es el SO Chambéry Foot de la Championnat de France Amateurs 2 de Francia. 

## Selección nacional
Ha sido internacional con la Selección de fútbol de Burkina Faso, ha jugado 2 partidos internacionales.

## Clubes
| Club             | País    | Año       |
| ---------------- | ------- | --------- |
| SC Bastia        | Francia | 2001-2009 |
| SO Chambéry Foot | Francia | 2009-     |

- Datos: Q726760